# Минувшее время (фильм, 1961)
«Минувшее время» (пол. Czas przeszly) — польский художественный фильм 1961 года, снятый режиссёрами Леонардом Бучковским и Мечиславом Вонсковским на киностудии «KADR».
Экранизация одноимённой повести Анджея Щипёрского.
Премьера фильма состоялась 11 апреля 1961 года.

## Сюжет
Действие фильма происходит в 1944 году. Польские подпольщики из диверсионной группы Филипа готовят покушение на гестаповца фон Штайнхагена. Немцы, предупреждённые о покушении, арестовывают членов группы Филипа: Фрама, Хуго, Антония и «Рыжего». Поcле многих допросов Фраму удаётся бежать из тюрьмы. Он не знает, что гестапо организовали ему побег, чтобы он навёл на след Филипа. Остальные расстреляны. Товарищи Фрама обвиняют его в измене.
Проходит время и один из эсэсовцев, офицер Вебер, ответственный за гибель многих поляков, оправдан западногерманским судом…

## В ролях
- Адам Ханушкевич — Фрам, член диверсионной группы
- Густав Холоубек — майор Курт фон Штайнхаген
- Хенрик Бонк — Эрих Вебер, оберштурмфюрер СС
- Тадеуш Ломницкий — Антоний, член диверсионной группы
- Хенрик Шлетыньский — судья на процессе
- Рышард Рончевский — адъютант фон Штайнхагена
- Цезарий Юльский — «Рыжий», член диверсионной группы
- Ежи Антчак — Хуго, член диверсионной группы
- Алина Яновская — Моника, фармацевт
- Барбара Хоравянка — Клара, секретарша и любовница фон Штайнхагена
- Ядвига Курылюк — пани Брум, хозяйка дома фон Штайнхагена
- Ядвига Анджеевская — мать Антония
- Ванда Майерувна — Анна
- Игнацы Маховский — доктор Хасе, адвокат Вебера
- Анджей Красицкий — прокурор на процессе
- Эдвард Вихура — Малушка
- Александр Севрук — Филип, руководитель диверсионной группы
- Збигнев Ставаж — кельнер
- Ежи Качмарек — Томек, член диверсионной группы
- Казимеж Вилямовский — отец Антония, профессор
- Мариан Войтчак — Кнабе, шофёр фон Штайнхагена
- Зыгмунт Малявский — Отто Вайсе, новый шеф фон Штайнхагена
- Северин Бутрым — врач
- Феликс Жуковский — поляк, скрывающих еврейскую семью
- Хенрик Моджевский — судья на процессе
- Хенрик Нысенцвайг — свидетель на процессе